# Джонсон-Лейн (Невада)
Джонсон-Лейн (англ. Johnson Lane) — переписна місцевість (CDP) в США, в окрузі Дуглас штату Невада. Населення — 6409 осіб (2020).

## Географія
Джонсон-Лейн розташований за координатами 39°3′52″ пн. ш. 119°43′13″ зх. д. / 39.06444° пн. ш. 119.72028° зх. д. (39.064365, -119.720236).  За даними Бюро перепису населення США в 2010 році переписна місцевість мала площу 56,67 км², з яких 56,65 км² — суходіл та 0,02 км² — водойми.

## Демографія
Згідно з переписом 2010 року, у переписній місцевості мешкало 6490 осіб у 2514 домогосподарствах у складі 2050 родин. Густота населення становила 115 осіб/км².  Було 2643 помешкання (47/км²).
Расовий склад населення:
| - 93,8 % — білих - 1,2 % — азіатів - 0,8 % — корінних американців - 0,3 % — чорних або афроамериканців - 1,5 % — осіб інших рас |

До двох чи більше рас належало 2,4 %. Частка іспаномовних становила 6,5 % від усіх жителів.
За віковим діапазоном населення розподілялося таким чином: 21,2 % — особи молодші 18 років, 58,0 % — особи у віці 18—64 років, 20,8 % — особи у віці 65 років та старші. Медіана віку мешканця становила 49,4 року. На 100 осіб жіночої статі у переписній місцевості припадало 98,8 чоловіків;  на 100 жінок у віці від 18 років та старших — 98,7 чоловіків також старших 18 років.
Середній дохід на одне домашнє господарство  становив 80 778 доларів США (медіана — 74 938), а середній дохід на одну сім'ю — 86 216 доларів (медіана — 78 750). За межею бідності перебувало 4,1 % осіб, у тому числі 4,8 % дітей у віці до 18 років та 1,6 % осіб у віці 65 років та старших.
Цивільне працевлаштоване населення становило 2506 осіб. Основні галузі зайнятості: освіта, охорона здоров'я та соціальна допомога — 17,4 %, публічна адміністрація — 16,2 %, науковці, спеціалісти, менеджери — 13,3 %, роздрібна торгівля — 12,5 %.